# Rhinolophus affinis
Rhinolophus affinis (Horsfield, 1823) è un Pipistrello della famiglia dei Rinolofidi diffuso nel Subcontinente indiano e nell'Ecozona orientale.

## Descrizione

### Dimensioni
Pipistrello di medie dimensioni, con la lunghezza della testa e del corpo tra 58 e 63 mm, la lunghezza dell'avambraccio tra 46 e 55,6 mm, la lunghezza della coda tra 20 e 35 mm, la lunghezza del piede tra 11 e 13 mm, la lunghezza delle orecchie tra 15 e 21 mm e un peso fino a 20 g.

### Aspetto
Le parti dorsali variano dal grigiastro al bruno-giallastro con la punta dei peli più scura, mentre le parti ventrali variano dal marrone al giallo-crema. Le orecchie sono marroni e relativamente corte. La foglia nasale presenta una lancetta appuntita e con i bordi diritti, un processo connettivo con il profilo semicircolare, una sella con i bordi concavi e l'estremità arrotondata. La porzione anteriore è larga ma non copre interamente il muso ed ha un incavo centrale profondo alla base, dal quale si estende un solco poco profondo fino alla sella. Il labbro inferiore ha tre solchi longitudinali. Le membrane alari sono marroni scure. La coda è lunga ed inclusa completamente nell'ampio uropatagio. Il primo premolare superiore è piccolo e situato lungo la linea alveolare. 

### Ecolocazione
Emette ultrasuoni ad alto ciclo di lavoro con impulsi a frequenza costante di 67–69 kHz.

## Biologia

### Comportamento
Si rifugia all'interno di grotte in gruppi fino a diverse migliaia di individui contenenti entrambi i sessi.

### Alimentazione
Si nutre di insetti catturati vicino al suolo.

### Riproduzione
Probabilmente esistono due periodi riproduttivi. Le femmine danno alla luce un piccolo alla volta.

## Distribuzione e habitat
Questa specie è diffusa dall'India settentrionale attraverso il Nepal, la Cina meridionale e l'Indocina fino all'isola di Sumbawa e del Borneo.
Vive nelle foreste tropicali primarie e secondarie, frutteti e aree agricole tra 290 e 2.000 metri di altitudine.

## Tassonomia
Sono state riconosciute 9 sottospecie:
- R.a.affinis: Giava, Madura, Kangean;
- R.a.andamanensis (Dobson, 1872): Isole Andamane, Isole Nicobare;
- R.a.hainanus (G. M. Allen, 1906): isola di Hainan.
- R.a.himalayanus (Andersen, 1905): Stati indiani dell'Arunachal Pradesh, Assam, Sikkim, Tamil Nadu, Uttarakhand, West Bengal, Nepal centrale e occidentale, Bhutan, Myanmar settentrionale, province cinesi dello Hunan, Shanxi, Hubei, Guizhou, Sichuan, Yunnan, Heilongjiang;
- R.a.macrurus (Andersen, 1905): province cinesi dello Zhejiang, Fujian, Jiangxi, Hunan, Guangdong, Hong Kong, Guangxi, Jiangsu, Anhui; Thailandia, Laos, Vietnam, Cambogia, Myanmar sud-orientale;
- R.a.nesites (Andersen, 1905): Borneo, Isole Anambas, Bunguran;
- R.a.princeps (Andersen, 1905): Lombok, Sumbawa, Sumba, Flores;
- R.a.superans (Andersen, 1905): Penisola malese, Tioman, Isole Perhentian, Redang[4]; Sumatra, Pagai del nord;
- R.a.tener (Andersen, 1905): Myanmar sud-occidentale.

## Conservazione
La IUCN Red List, considerato che questa specie è ampiamente diffusa, localmente comune, tollerante alla presenza umana e priva di minacce, classifica R.affinis come specie a rischio minimo (Least Concern)).